# Dover (Kentucky)
Dover è un comune degli Stati Uniti d'America, situato nello Stato del Kentucky, nella contea di Mason.